# 烏古斯人

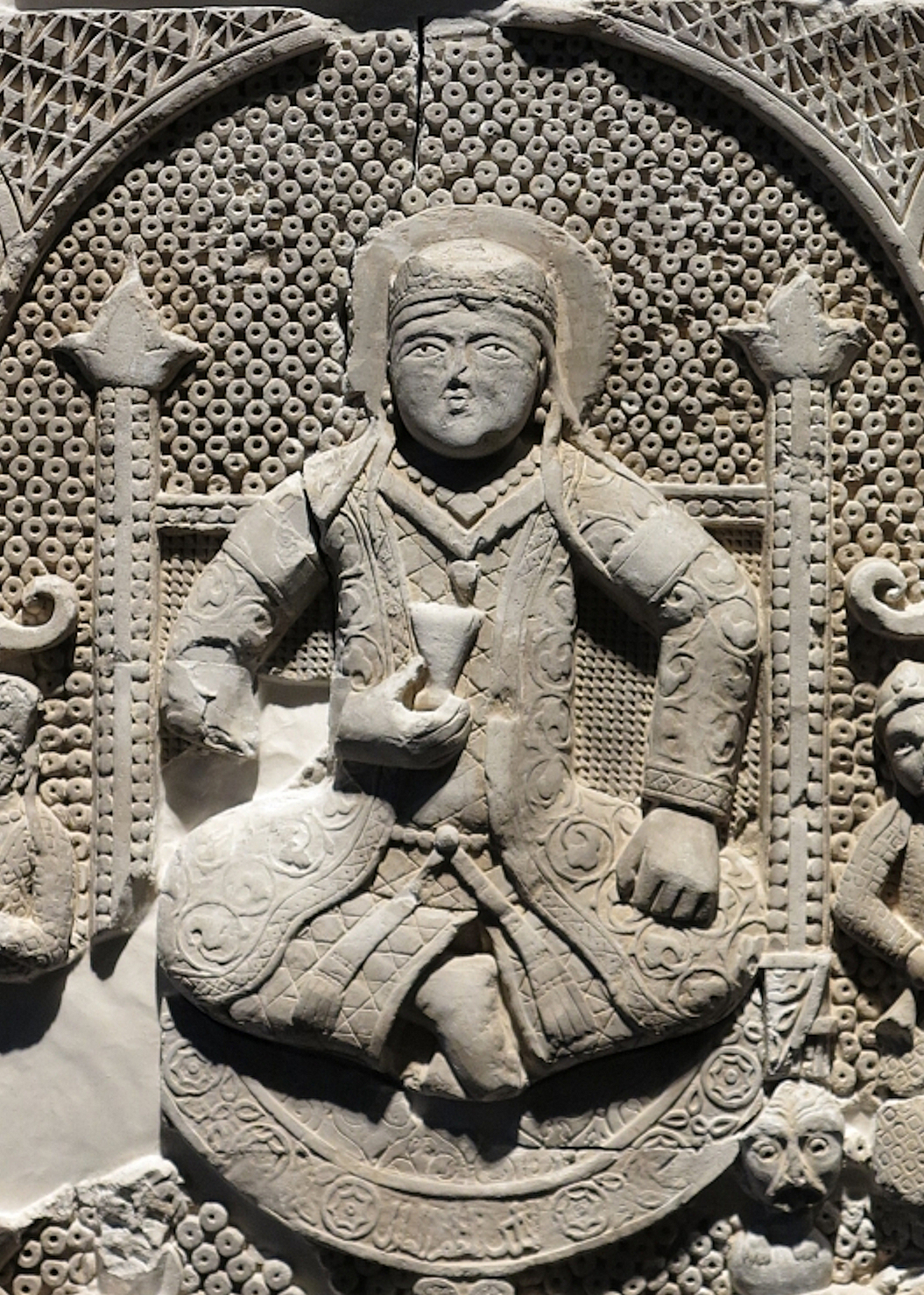

烏古斯人，古代突厥语民族部落中的一個群體，使用突厥語族乌古斯语言。乌古斯语言演变成现代之土库曼语、阿塞拜疆语及土耳其语，乌古斯人亦為現今一部分土耳其人、阿塞拜疆人和各地的土庫曼人的先祖。他們最早是生活於中亞廣大草原地區，過著游牧生活的部族聯盟，曾隸屬匈奴帝國與突厥帝國之下，後於突厥帝國後期，建立獨立國家，稱九姓烏古斯。
學者麻赫穆德·喀什噶里在其著作《突厥语大词典》中提到，其中的二十二支烏古斯氏族擁有自己的塔木加印記。

## 歷史
波斯無名氏地理著作《世界境域志》提出在巴尔喀什湖至咸海以北，錫爾河及恩巴河,乌拉尔河下游，現在哈萨克草原，有古茲和烏古斯，組成一個無首領，互相攻擊的部落聯盟，他们一部分前往伊朗和安納托利亞，建立了塞爾柱帝國；另一卡耶部落，前進至愛琴海邊，成立了鄂圖曼帝國，留在中亞原地的烏古斯人成為現在的土庫曼人。有人說他們最早來自烏揭。他们与突厥只是结盟关系，不是同一民族。他们汗的大帐在伊塞克湖一带。他们的头人叫叶护，王子叫亦纳勒。王子有叫阿德贝格的老师，即是太傅，统军的人叫蘇巴什。
烏古斯有箭與公牛、氏族的意思。奧斯曼土耳其人認為他們是烏古斯人的後代，這項說法在官書中一直保留直到亡國。「烏古斯」還與一系列的突厥语族部落有關，在中亚地区團结成一个新的邦聯。這個社會政治聯盟導致出現了一種新的更大跨部落突厥语實體統一在塞爾柱帝國下。「烏古斯」是一個地理和歷史的指稱，而不是一個單獨民族，烏古斯後來是指土庫曼人、土耳其人、克里米亞鞑靼人與撒拉族，阿塞拜疆人及加告茲人。他们本来有烏古斯叶护國河中以北，後来受到钦察人的攻擊，向西與南移动。最遠到了南俄。一些同化於欽察人。
烏古斯可汗是《史集》傳說中的大汗，大部分突厥部落也與他有關，雅弗的子孫。他以狼為圖騰。

## 烏古斯部落

### 孛祖黑
孛祖黑（Boz Oklar），意為「灰箭」，為烏古斯可汗三個大兒子統率的部族。

#### 昆汗
昆汗（Gün Qan），意為「太陽汗」，以獵鷹為徽號，統率下列四部：
- 卡耶（Kayı，Qayı），意為「權力、力量」。據說鄂圖曼為此部的後裔。
- 巴岳特（Bayat），意為「尊嚴」。
- 阿爾喀伯呂克（土耳其語：Alkaevli）（Alkabölük），意為「自由帳」。
- 喀喇伯呂克（土耳其語：Karaevli）（Karabölük），意為「黑帳」。

#### 艾汗
艾汗（Ay Qan），意為「月亮汗」，以鷲為徽號，統率下列四部：
- 亞茲吉爾（土耳其語：Yazır boyu）（Yazır），意為「多國」。
- 突蓋爾（英语：Döger）（Dukr），意為「積累與戰鬥」。
- 圖梯爾卡（Dodurga），意為「立法會議」。
- Yaparlı（Yaparlu），意為「香料」。

#### 裕勒都斯汗
裕勒都斯汗（Yulduz Qan），意為「星星汗」，以兔為徽號，統率下列四部：
- 阿夫沙爾（Avsar），意為「好獵手」。曾創立阿夫沙爾王朝，今天仍然分布於伊朗、土耳其、亞塞拜然等國家。
- 貝克特里（Bik dili），意為「尊敬」。曾創立花剌子模，今天主要分布於土庫曼斯坦。
- Kargın（土耳其語：Kargın）（Qarqin），意為「洋溢」。
- Kızık（土耳其語：Kızık）（Qiziq），意為「剛毅」。

### 兀出黑
兀出黑（Üç Oklar），意為「三箭」，為烏古斯可汗三個小兒子統率的部族。

#### 闊克汗
闊克汗（Gök Qan），意為「天空汗」，統率下列四部：
- 伯顏都兒（Baindur），意為「蒙福」，為基馬克汗國成員。
- 佩切涅格（Bicneh），意為「勇士」，一路西遷至聶伯河流域，融入黑海人群之中。
- 昭武達爾（英语：Chowdur）（Jauldur），可能意為「敏捷尊貴」或「牧民」。
- 契比尼（Cibni），意為「戰士」。

#### 塔格汗
塔格汗（土耳其語：Dağ Han，亞塞拜然語：Dağ xan），意為「山岳汗」，統率下列四部：
- 撒魯爾（Salur），意為「征服者」，現今散居於土庫曼、烏茲別克、阿富汗、伊拉克及伊朗，與中國的撒拉族亦有淵源。
- 埃伊米爾（英语：Ayrums）（Yimur），意為「富裕」，現今分布於亞塞拜然及土耳其。
- 烏魯雲德魯格（土耳其語：Ulayundluğ）（Alaiunt）
- 於雷吉爾（土耳其語：Yüreğir boyu）（Yüregir），意為「奠基者」，現今分布於安納托利亞至錫爾河流域的廣大區域間。

#### 鼎吉斯汗
鼎吉斯汗（Dinkkiz Qan），意為「海洋汗」，統率下列四部：
- 伊格迪爾（土耳其語：İğdir boyu）（İğdir），意為「宏偉」，現今分布於伊朗及土耳其。
- 比格迪茲（土耳其語：Büğdüz boyu）（Büğdüz），意為「謙遜」。
- 厄瓦（Yıva），意為「至高」，曾建立黑羊王朝，現今分布於土庫曼、土耳其與亞塞拜然。
- 克尼克（Qınıq），意為「可敬」，塞爾柱帝國為此部的後裔。

## 外部連結
- Golden, Peter; Bosworth, C. Edmund. . : 184–187. 2002.
- Golden, Peter B. . Fleet, Kate; Krämer, Gudrun; Matringe, Denis; Nawas, John; Rowson, Everett  (编). . Brill Online. 2020. ISSN 1873-9830.
- The Book of Dede Korkut (pdf format) at the Uysal-Walker Archive of Turkish Oral Narrative
- Similarities between the epics of Dede Korkut and Alpamysh
- A page dedicated to Oguz Khan
- The Old Turkic Inscriptions.